# 臺灣四大奇案
臺灣四大奇案，是清朝末年時臺灣的四樁命案，都與鬼神之說有關，出自1972 年連曉青主編的《臺灣四大奇案》，分別爲《林投姐》、《陳守娘顯靈》、《呂祖廟燒金》、《周成過臺灣》
。
其中《林投姐》、《陳守娘顯靈》、《呂祖廟燒金》三案皆發生在府城（今臺南市），有些書刊會混入《運河奇案》、《江山樓奇案》（俗稱《乞食開藝旦》）、《二林奇案》、《基隆七號房慘案》等，皆是臺灣日治時代的事件，並非清末，卻時遭混淆。